# Visitor Q
Visitor Q (jap. ビジターQ, bijitā Q) ist ein kontroverser Spielfilm des Regisseurs Takashi Miike aus dem Jahr 2001 über eine problembeladene Familie, die Besuch von einem Fremden bekommt.
Der Film ist der sechste und letzte Teil der sogenannten „Love Cinema“-Reihe, einer niedrig budgetierten Direct-to-Video-Produktion, in Japan Original Video (kurz: OV) oder V-Cinema genannt, zu der sechs Regisseure jeweils einen sehr kostengünstig produzierten Film beisteuerten. Im Unterschied zu westlichen Videoproduktionen weisen OV-Filme ein deutlich höheres Qualitätsniveau aus, man gewährt den unabhängigen Filmemachern allerlei künstlerische Freiheiten, sofern das Budget nicht überschritten und Stilmittel eingebunden werden, die eine kommerzielle Videoauswertung ermöglichen. Die inhaltliche Vorgabe der sechsteiligen Love Cinema-Serie war am Motiv der „Reinen Liebe“ gebunden.
Die Produktionskosten der gesamten Reihe betrugen weniger als eine halbe Million Euro, alle Regisseure bekamen das gleiche Budget für ihre Inszenierungen. Visitor Q standen so etwa sieben Millionen Yen zur Verfügung. Miikes Inszenierung war der dritte Film des Regisseurs, der in Deutschland in die Kinoauswertung kam. Deutschlandpremiere war am 21. Juli 2001 im „Focus Asia“ des Münchner Fantasy Filmfests. Offizieller Kinostart in der Bundesrepublik war der 6. September 2001.

## Handlung
Der Film handelt von der Familie Yamazaki, die Besuch von einem namenlosen Fremden, dem titelgebenden „Visitor Q“ bekommt. 
Jedes Familienmitglied hat seine eigenen Probleme: die Tochter Miki arbeitet fernab der Familie als Prostituierte und schläft mit dem Vater Kiyoshi, einem erfolglosen Fernsehjournalisten. Die heroinsüchtige Mutter Keiko wird von ihrem Sohn Takuya verprügelt, der seinerseits von Mitschülern gemobbt wird. Als Kiyoshi auf dem Heimweg niedergeschlagen wird, bringt er den Angreifer mit nach Hause, wo dieser zunächst unbeteiligt das Familienleben betrachtet, im Verlauf jedoch immer mehr Einfluss auf die einzelnen Mitglieder nimmt.

## Auszeichnungen
Fantasia Festival
- 2001: Preisträger in der Kategorie „Bester asiatischer Film“ für Takashi Miike

Japanese Professional Movie Awards
- 2002: Preisträger in der Kategorie „Bester Regisseur“ für Takashi Miike

Sweden Fantastic Film Festival
- 2001: Lobende Erwähnung (honorable mention) für Takashi Miike

## Kritiken
„Vielschichtige Reflexion über die Gewaltstruktur des Alltagsdenkens. Bestimmt von drastischen Tabubrüchen, gleitet der ebenso komplexe wie beunruhigende Film letztlich nie ins Selbstzweckhafte. Hoffnung wie Erlösung finden sich am Ende nur in der Abkehr vom Realismus sowie in der Überhöhung der Genrebilder.“

„Wie kaum ein anderer Regisseur momentan bringt Takashi Miike das B-Movie und den Arthaus-Film so zwingend in Übereinstimmung. Das verleiht seinem Material auch diesen absonderlichen Touch; nie kann man sich sicher sein, ob hier ambitioniertes Filmhandwerk oder die große Verarsche zum Besten gegeben wird. Beides ist möglich und beabsichtigt - und beides hat Miike mit seinem erstaunlichen Gesamtwerk zu etwa gleichen Teilen hervorgebracht.“